# 小行星5005
小行星5005（英語：5005 Kegler）是一颗围绕太阳公转的小行星。1988年10月16日，上田清二、金田宏在钏路市发现了此天体。
这颗小行星的绝对星等为108.7127592175085等。